# 高橋北駅
高橋北駅（こうきょうきたえき）は、中華人民共和国湖南省長沙市雨花区にある5号線の駅である。

## 駅構造
- 1号線：島式ホーム1面

## 駅周辺
- 朝暉路
- 長沙市交通運輸局
- 高橋大市場
- 楓樹山美聯小学